# Villa Sant’Angelo
Villa Sant’Angelo – miejscowość i gmina we Włoszech, w regionie Abruzja, w prowincji L’Aquila. Nazwa miejscowości pochodzi od imienia św. Anioła.
Według danych na rok 2004 gminę zamieszkuje 431 osób, 86,2 os./km².

## Trzęsienie ziemi
W wyniku trzęsienia, które miało miejsce 6 kwietnia 2009 roku około 90% zabudowy uległo zniszczeniu. Śmierć poniosło 8 osób.